# Mecodina apicia
Mecodina apicia är en fjärilsart som beskrevs av George Francis Hampson 1926. Mecodina apicia ingår i släktet Mecodina och familjen nattflyn. Inga underarter finns listade i Catalogue of Life.